# Ван ден Брук, Антониус
Антониус Йоханнес ван ден Брук (нидерл. Antonius Johannes van den Broek; 4 мая 1870, Зутермер — 25 октября 1926, Билтховен) — нидерландский юрист и физик-любитель. Несмотря на отсутствие специального образования, получил несколько результатов, оставивших след в истории науки. Ему принадлежит первая формулировка положения о равенстве порядкового номера элемента в периодической системе заряду атомного ядра. С именем ван ден Брука связано возникновение ранних теоретических представлений о составе ядра, в частности им была предложена протон-электронная модель ядерного строения. В своих работах он неоднократно пытался найти верный принцип расположения элементов в периодической системе и разработать метод вычисления всех возможных в природе изотопов.

## Биография
Антониус ван ден Брук родился 4 мая 1870 года в деревне Зутермер близ Гааги в семье, происходившей с одного из прибрежных островов Северного моря. О ранних годах ван ден Брука и его родителях известно очень мало. Отец, Ян Адриан ван ден Брук (Jan Adriaan van den Broek, 1832 — ?), по-видимому, сначала работал деревенским нотариусом, а затем основал нотариальную контору в Гааге. Мать, Виллемина Франсина Нёй (Willemina Francina Nuij, 1830—1912), была образованной женщиной, интересовавшейся естественными науками, и, вероятно, передала этот интерес сыну. В сентябре 1889 года ван ден Брук поступил на юридическое отделение Лейденского университета, с ноября 1891 года в течение двух или трёх лет учился в Сорбонне, а затем вернулся в Лейден, где 22 октября 1895 года защитил диссертацию и получил степень доктора юриспруденции. В его диссертационной работе были затронуты некоторые вопросы совершенствования нидерландского уголовного и торгового кодексов.
После защиты и примерно до 1902 года ван ден Брук работал в конторе своего отца. В 1896 году он женился на Элизабет Маргарете Мауве (Elisabeth Margaretha Mauve, 1875—1948), дочери известного художника Антона Мауве. Уже в следующем году у них родился сын, а в дальнейшем — ещё три дочери. К этому времени относится недолгое увлечение супругов толстовством, они посещали собрания местного толстовского общества. В 1899 году ван ден Брук начал посещать лекции по праву в Амстердамском университете, а после 1902 года отправился за границу, чтобы изучать экономику: сначала в Вене (у профессора Карла Менгера), а затем в Берлине (у Адольфа Вагнера и Густава Шмоллера). Ван ден Брука, по-видимому, интересовали прежде всего философские и математические аспекты экономики, однако его занятия, судя по всему, ограничились общим знакомством с проблемами этой дисциплины и не принесли ему удовлетворения.
В декабре 1905 — феврале 1906 года ван ден Брук совершил путешествие по Румынии, Греции и Турции. Примерно в это время он начал систематически заниматься естественными науками. Сделать этот вывод позволило стечение обстоятельств. В конце 1960-х годов академик АН БССР Михаил Ельяшевич обнаружил в Фундаментальной библиотеке АН БССР в Минске несколько рукописных фрагментов, находившихся между страниц одного из выпусков журнала Philosophical Magazine за 1914 год. Изучение этих текстов позволило заключить, что они были написаны рукой ван ден Брука. В результате обследования фондов библиотеки, проведённого в 1978—1979 годах историком Юрием Лисневским, было установлено, что ряд номеров журнала Philosophical Magazine с января 1906 по январь 1924 года принадлежали голландскому учёному. Пометки на полях журнала свидетельствуют, что первый и часть второго номера за 1906 год были прочитаны полностью; пометки на других выпусках указывают на круг основных научных интересов ван ден Брука — радиоактивность, строение атома, рентгеновские лучи. Детальное описание находок — помет и вложений (рукописей, вырезок и так далее) — было проведено Лисневским и позволило значительно расширить представления о жизни и творчестве физика-любителя. Каким образом издания из личной библиотеки ван ден Брука оказались в Минске, до конца не ясно. Предположительно, после смерти учёного его вдова продала журналы, а те попали в Минск после Великой Отечественной войны, когда происходило восстановление разграбленных оккупантами фондов Фундаментальной библиотеки.
Как бы то ни было, с марта 1906 года ван ден Брук выписывал журнал Philosophical Magazine, а также, возможно, Nature и Physikalische Zeitschrift. Уже через год интенсивных занятий он написал свою первую научную работу, которая была опубликована в немецком журнале Annalen der Physik. До сих пор остаются неясными причины неожиданного обращения ван ден Брука к естественнонаучной тематике. Согласно предположению Лисневского, основанному на сведениях, полученных от родственников учёного, интерес ван ден Брука к физике проявился достаточно рано под влиянием матери; это подтверждают глубокие познания, которые он проявил уже при написании первой своей статьи и которые едва ли можно было приобрести всего за один год. Однако склонность к научным изысканиям долгое время оставалась нереализованной: на выбор профессии решающее влияние оказала воля отца. Вероятно, около 1900 года отец скончался, и ван ден Брук, почувствовав себя свободным от прежних обязательств, приступил к «поискам себя». Отсюда его временное увлечение экономикой; на смену ему пришли систематические занятия физикой, которым он не изменял до конца жизни.
Несмотря на новые интересы, ван ден Брук по-прежнему выполнял обязанности юриста, связанные в основном с продажей и покупкой земли, строительством и подобными вопросами. В 1903—1911 годах он жил с семьёй в Бур-ла-Рен под Парижем и в Гаутинге под Мюнхеном, в последующие годы — в разных городках Нидерландов (Нордвейк, Горссель, Де-Бильт, Схевенинген), периодически выезжая за границу: любил бывать в Париже, посещал Италию и дважды Испанию. Со студенческих лет он увлекался архитектурой и строительством и в 1920 году построил дом шестиугольной формы, которую считал более рациональной, чем обычные четырёхугольные здания; с друзьями ван ден Брук основал кооперативный посёлок Билтховен (нидерл. Bilthoven) под Утрехтом. В сферу его интересов входила и музыка, он хорошо играл на фортепиано. Как писала много лет спустя дочь ван ден Брука, своё увлечение наукой он старался не афишировать: «Он никогда не сообщал о своих занятиях и публикациях. Я не считаю, что он был несчастлив в семье, однако был очень замкнут. Его общественные контакты большей частью ограничивались друзьями по работе. Он всегда был вежливым и добрым в общении. Его здоровье всегда было очень плохим… Я никогда не могла понять, что он делал в течение многих часов, неподвижно уставившись в одну точку. Это раздражало меня. Теперь я могу понять, что он работал — без стола, без бумаг, без карандаша. Только маленький блокнот для заметок и то не всегда».
Всего ван ден Брук опубликовал 23 статьи, посвящённые периодической системе элементов, строению атома и явлению изотопии. В них в полной мере проявилось особое умение автора находить количественные соотношения в больших массивах внешне несвязанных данных. По словам известного физика Хендрика Крамерса, «мистерия чисел… была для его одарённой натуры особенно привлекательной». Работы ван ден Брука отличались смелостью идей и гипотез, которые порой кажутся недостаточно согласованными и поверхностными. Учёный, однако, всегда пытался дать высказываемым положениям физическое обоснование, связать их с самыми последними экспериментальными данными. Вместе с тем отсутствие профессиональной подготовки сказывалось на стиле его работ: нарушения логики изложения материала, неудачная структура статей, нечёткость и неоднозначность формулировок затрудняли понимание мысли автора.
По-видимому, у ван ден Брука не было никаких контактов с профессиональными учёными до 1923 года, когда профессора Эрнст Коэн из Утрехта и Реммельт Сиссинг (Remmelt Sissingh) из Амстердама рекомендовали принять его в Голландское королевское общество наук в Харлеме. На очередном заседании общества знаменитый Хендрик Лоренц выступил с характеристикой работ ван ден Брука, после чего последний был избран членом этой организации. С этого времени между двумя учёными установилась связь, велась научная переписка. Слабое здоровье ван ден Брука ещё сильнее пошатнулось из-за пережитой личной трагедии: зимой 1917 года погиб его 19-летний сын, провалившись под лёд во время катания на коньках на Зёйдерзе. В конце 1924 года учёный тяжело заболел, у него была обнаружена анемия в запущенной форме. 25 октября 1926 года он скончался в Билтховене, где и был похоронен. Последняя рукопись ван ден Брука была передана его вдовой Лоренцу, однако из-за скорой смерти последнего была опубликована лишь в 1929 году с предисловием Крамерса.

## Научное творчество

### Первые работы о периодической системе
Остаются неизвестными причины интереса ван ден Брука к структуре периодической системы элементов. Этот интерес не ограничивался проблемой размещения некоторых элементов в таблице Менделеева, а захватывал и более глубокие вопросы о строении атома. В своей первой работе «Альфа-частица и периодическая система элементов» (нем. Das α-Teilchen und das periodische System der Elemente, 1907) ван ден Брук сформулировал так называемую альфадную гипотезу о структуре периодической системы. Исходным пунктом стали результаты Эрнеста Резерфорда, который в 1906 году измерил отношение заряда к массе альфа-частицы и высказал в этой связи предположение, что альфа-частица может представлять собой целый атом гелия или его половину. Именно половину атома гелия, имеющую заряд 1 и массу 2 (в единицах заряда и массы иона водорода, то есть протона) и названную им «альфоном», ван ден Брук положил в основу построения системы элементов. Увеличивая количество этих структурных единиц, учёный составил таблицу атомных весов и сопоставил её с системой Менделеева. Полученная идеализированная таблица давала общую картину возрастания атомных весов, однако детали описать не могла. Так, атомные веса элементов, известные к тому времени с хорошей точностью, отнюдь не были чётными числами (пропорционально массе альфона), как это получалось у ван ден Брука. Хотя аргументация автора была неубедительной, альфадная гипотеза содержала в неявном виде следующую важную идею: поскольку номер элемента в таблице определялся числом альфонов, а заряд альфона равен 1, то, следовательно, номер элемента равен числу входящих в него элементарных зарядов. Эту мысль ван ден Брук в полной мере осознал лишь много времени спустя.
Вторая работа ван ден Брука, «Менделеевская „кубическая“ периодическая система элементов и расположение радиоэлементов в этой системе» (нем. Das Mendelejeffsche «kubische» periodische System der Elemente und die Einordnung der Radioelemente in dieses System, опубликована 15 июня 1911 года), продолжала линию, начатую в его первой статье. Он попытался реализовать идею, вскользь упомянутую Менделеевым ещё в 1869 году, и расположил элементы не в виде плоской таблицы, а в виде параллелепипеда («куба») из восьми мест в ширину, пяти в высоту и трёх в глубину. На этот раз в систему были включены редкоземельные и новые радиоактивные элементы (правда, только испускающие альфа-лучи). Хотя понятие альфона уже не использовалось, математическая основа таблицы была, по существу, той же: вводился «теоретический атомный вес», который принимал чётные значения от 4 до 242. Это отражало взгляды ван ден Брука на понятие периодичности, которое, согласно его определению, соответствует постоянству разности атомных весов соседних элементов. Поскольку в менделеевской системе эти разности постепенно растут (а не остаются равными 2), он искал способ улучшить её и приблизить расположение элементов к своему теоретическому идеалу. Здесь же им впервые была построена зависимость атомных весов от порядковых номеров элементов в периодической таблице, которая, по его мысли, свидетельствовала о преимуществе «кубической» системы. Таким образом, появилась идея порядкового номера, которая в дальнейшем сыграла важную роль в развитии взглядов учёного.

### Порядковый номер и заряд ядра
В мае 1911 года была опубликована знаменитая статья Резерфорда, в которой была сформулирована новая (ядерная) модель атома. Согласно оценкам, полученным независимо Резерфордом и Баркла, заряд центрального массивного тела («ядра») приблизительно равен половине атомного веса ({\displaystyle Z\approx A/2}). Уже 20 июля 1911 года в журнале Nature появился отклик ван ден Брука на работу Резерфорда — заметка «Количество возможных элементов и „кубическая“ периодическая система Менделеева» (англ. The number of possible elements and Mendeléeff's «cubic» periodic system). Поскольку разность атомных весов соседних элементов в «кубической» системе равна в среднем 2, а количество зарядов каждого знака равно половине атомного веса, то соседние элементы должны отличаться по заряду на единицу. Следовательно, «количество возможных элементов равно количеству возможных постоянных зарядов каждого знака в атоме, или каждому возможному постоянному заряду (обоих знаков) в атоме соответствует возможный элемент». Эта гипотеза прямо выводила ван ден Брука на идею о заряде как основной характеристике химического элемента и об идентичности заряда и порядкового номера. Эта мысль, однако, ещё не была высказана в явном виде, а заметка осталась незамеченной научным сообществом. Причиной, вероятно, была увязка высказанной гипотезы с «кубической» системой элементов, неудовлетворительность которой вскоре стала ясна и самому ван ден Бруку. «Таким образом, — писал известный физик и историк науки Абрахам Пайс, — основываясь на неправильной версии периодической таблицы и на неправильном соотношении между {\displaystyle Z} и {\displaystyle A}, в физику впервые вошло главенство {\displaystyle Z} как порядкового номера периодической системы».
1 января 1913 года была опубликована, возможно, самая важная в творчестве ван ден Брука работа — статья «Радиоэлементы, периодическая система и строение атома» (нем. Die Radioelemente, das periodische System und die Konstitution der Atome). Она состоит из двух слабо связанных частей. В первой предлагалась очередная версия периодической системы, значительно приближённая к традиционной менделеевской. В некоторые клетки системы, названной автором «расширенной», включались по два или три элемента. Из радиоэлементов включались только альфа-излучатели: считалось, что поскольку бета-радиоактивность не изменяет массы атома, элемент остаётся тем же. В качестве «теоретических атомных весов» на этот раз использовались предложенные Теодором Вульфом (англ. Theodor Wulf) числа {\displaystyle 4n} и {\displaystyle 4n+3}, и было проведено их сравнение с экспериментальными данными. Несовпадение этих величин, по словам ван ден Брука, не следует принимать слишком всерьёз, поскольку, возможно, не масса, а внутриатомный заряд является ключевой характеристикой атомной структуры. Детальному исследованию роли заряда посвящена вторая часть статьи. Проанализировав данные экспериментов по бета-радиоактивности, анодным лучам (англ. Anode ray) и характеристическому рентгеновскому излучению, свидетельствовавших о наличии в атомах нескольких групп электронов, ван ден Брук ввёл понятие порядкового номера (нем. Folgenummer) элемента в периодической системе и сформулировал следующую гипотезу: «Порядковый номер каждого элемента в ряду, расположенном по повышающимся атомным весам, равен половине атомного веса и равен внутриатомному заряду». Учёный связал эту гипотезу с известными из опытов сведениями и дал в принципе верную картину атомного строения: периоды таблицы Менделеева соответствуют формированию связанных групп электронов, заполняющих некоторые области внутри атомов. Хотя понятие порядкового номера вводилось ранее в не известных ван ден Бруку работах Джона Ньюлендса и Йоханнеса Ридберга, у голландского физика оно впервые получило физическое содержание — заряд ядра в резерфордовской модели атома. Несмотря на то, что предложенная гипотеза появилась в контексте «расширенной» системы элементов, она не противоречила и данным менделеевской системы, а потому привлекла внимание научного сообщества. Прежде всего, на неё обратил внимание Нильс Бор, который, вероятно, обсуждал её с Резерфордом и прямо сослался на результаты ван ден Брука в своей работе, посвящённой теории атомного строения и опубликованной в сентябре 1913 года.
Что касается «расширенной» системы элементов, то после появления в начале 1913 года правил радиоактивных смещений, сформулированных Казимиром Фаянсом и Фредериком Содди, её следовало признать неверной. К осени ван ден Брук отказался от неё, вернулся к стандартной системе Менделеева и вместе с тем подверг сомнению экспериментальное соотношение {\displaystyle Z\approx A/2}, отделив его от своей гипотезы. В статье «Внутриатомный заряд» (англ. Intra-atomic charge), опубликованной в журнале Nature 27 ноября 1913 года, эта гипотеза получила следующую формулировку: «Если все элементы расположить в порядке возрастания атомных весов, номер каждого элемента в таком ряду должен быть равен его внутриатомному заряду». Подтверждение своей точки зрения он нашёл в данных опытов Ганса Гейгера и Эрнеста Марсдена по рассеянию альфа-частиц на атомах различных элементов. Отказ от соотношения {\displaystyle Z\approx A/2} не только позволял более точно определить внутриатомный заряд, но также требовал пересмотра представлений о строении атомного ядра: если, как тогда считалось, оно состоит из набора альфа-частиц, то для компенсации лишнего положительного заряда приходилось предположить наличие внутри ядра некоторого количества электронов. Всё это находилось в согласии с гипотезой ван ден Брука, как он показал в своей работе «О ядерных электронах» (англ. On nuclear electrons, март 1914).
Уже в декабре 1913 года на страницах журнала появились заметки Содди и Резерфорда, которые решительно поддержали выводы ван ден Брука. При этом первый из них ввёл новый термин «изотопы» для элементов, занимающих одинаковое место в периодической системе, а также показал, что явление изотопии и эмпирические правила радиоактивных смещений получают естественное объяснение в контексте гипотезы ван ден Брука. В работе же Резерфорда впервые появилось понятие «атомный номер» (англ. atomic number) для характеристики положения элемента в таблице Менделеева. Убедительным свидетельством в пользу гипотезы о порядковых номерах стали классические эксперименты Генри Мозли по определению частот характеристического рентгеновского излучения. Эти опыты, первые результаты которых были представлены в декабре 1913 года, проводились под непосредственным влиянием работ ван ден Брука и при поддержке Резерфорда. В статье «Ординалы или атомные числа?» (англ. Ordinals or atomic numbers?, октябрь 1914) ван ден Брук показал, что «ординалы», порядковые числа, предложенные Ридбергом и превышающие на две единицы атомные номера Мозли, не дают такого хорошего объяснения экспериментальным данным, как последние. Многочисленные проверки, проведённые в последующие годы различными методами, свидетельствовали, что заряд ядра действительно увеличивается на единицу от элемента к элементу в полном соответствии с гипотезой ван ден Брука.
Открытие атомного номера часто приписывается Бору или Мозли, хотя они никогда не претендовали на приоритет и в своих работах того времени всегда ссылались на ван ден Брука. Недооценка вклада голландского физика-любителя, вероятно, проистекает из недостатка сведений о его жизни и творчестве, большого количества событий в науке в районе 1913 года, что зачастую затрудняло разделение результатов разных учёных; сыграл свою роль и трагический ореол, окружающий фигуру Мозли. Как писал Эрик Серри (англ. Eric Scerri), специалист по истории периодической системы:

Открытие атомного номера даёт повод для небольшого отступления о том, как история науки зачастую переписывается и вычищается последующими комментаторами. Настоящим первооткрывателем был учёный-любитель Антон ван ден Брук, чьим вкладом обычно пренебрегают. Часто думают, что ван ден Брук лишь подвёл итог работы физиков Резерфорда и Баркла, но подлинная история совершенно иная.
Оригинальный текст (англ.)The discovery of atomic number provides the opportunity for a little digression on how the history of science is frequently rewritten and sanitized by subsequent commentators. The real discoverer was the amateur scientist Anton van den Broek, whose contributions tend to be neglected. It is often thought that van den Broek merely summarized the work of physicists Rutherford and Barkla, but the true story is altogether different.
— Scerri E. R. The Periodic Table: Its Story and Its Significance. — Oxford University Press, 2007. — P. 165.

### Строение атомного ядра
Выдвинув ядерную модель атома, Резерфорд в работах 1911—1912 годов фактически не затронул проблему строения ядра, ограничившись упоминанием альфа-частиц как возможного его компонента. Ван ден Брук в своей статье от 1 января 1913 года впервые высказал конкретные соображения о составе центрального тела атома. Исходя из общих соображений, он предположил, что помимо альфа-частиц, комбинации которых явно недостаточно для объяснения наблюдаемых атомных весов, ядро может включать ион легчайшего атома — водорода (то есть протон), а также дополнительные электроны для компенсации избыточного положительного заряда. В таком случае сама альфа-частица (ядро гелия) должна состоять из четырёх ионов водорода и двух электронов. Более того, для объяснения отклонения атомных весов от целых чисел ван ден Брук предположил, что в ядро могут входить и другие, ещё не открытые компоненты с единичным положительным зарядом, но массой меньшей, чем у протона. В этой же статье содержался и другой важный вывод: поскольку размер ядра, как показал Резерфорд, очень мал по сравнению с размером всего атома, то структура центрального тела не должна оказывать влияния на свойства атома; важен лишь итоговый заряд ядра. Этот вывод вскоре был поддержан Бором и использован им при создании теории атомного строения.
В упоминавшейся работе «Внутриатомный заряд» ван ден Брук на основе своей гипотезы привёл аргументы в пользу того, что заряд ядра должен быть меньше половины атомного веса, то есть {\displaystyle Z<A/2}. Это свидетельствовало о том, что помимо альфа-частиц ядро должно содержать электроны (бета-частицы) для компенсации излишнего положительного заряда. Предполагалось, что эти электроны ответственны за бета-радиоактивность. В статье «О ядерных электронах» учёный высказал соображения об ионе водорода как компоненте ядра; впервые он показал, что если считать атомный вес целым числом, центральное тело атома можно представить состоящим из {\displaystyle A} ионов водорода и {\displaystyle A-Z} ядерных (компенсирующих) электронов. Эта гипотеза, чётко сформулированная ван ден Бруком, означала рождение протон-электронной модели ядра, которая в дальнейшем развивалась Резерфордом и другими исследователями и оставалась общепринятой на протяжении почти двадцати лет, до открытия нейтрона.
На протяжении нескольких следующих лет ван ден Брук пытался использовать полученные им результаты для углубления представлений о строении атома и высказал в этой связи несколько идей, которые в итоге не были приняты в физике. В частности, им была построена так называемая «сжатая» периодическая система с улучшенным расположением элементов, сформулированы представления о «внутризарядовых числах» и о возможном расположении электронов в кольцах вокруг ядра. В предложенной им в 1915 году модели атома предполагалось, что помимо положительного ядра в атоме присутствуют нейтральные частицы гелия, которые не вносят вклад в общий заряд ядра и которые ответственны за альфа-распад. Вероятно, это было первое упоминание нейтральных частиц в ядре, однако влияние этой гипотезы на развитие представлений о нейтроне не установлено.

### Изотопия
Последние работы ван ден Брука были посвящены проблеме изотопии. Учёный поставил себе цель — теоретически определить стабильные изотопы всех химических элементов. Использованный им в мае 1916 года метод сводился к перенесению схемы распада радиоактивных рядов на всю периодическую систему. Такая {\displaystyle 4\alpha /2\beta }-схема (испускание четырёх альфа- и двух бета-частиц) позволила ему получить атомные веса изотопов всех элементов, многие из которых, однако, впоследствии оказались лишними; другие реальные изотопы были пропущены. В последующем учёный пытался детализировать и уточнить свою схему, чтобы построить «всеобщую систему изотопов», однако в целом метод расчёта оставался сложным и искусственным и не позволял правильно предсказать все известные сегодня изотопы. Как считается в настоящее время, существующие в природе изотопы не удаётся описать одной или несколькими распадными схемами.

## Список опубликованных работ ван ден Брука
Известны 23 научные публикации Антониуса ван ден Брука, все написаны без соавторов:
- Das α-Teilchen und das periodische System der Elemente // Annalen der Physik. — 1907. — Bd. 328 (23). — S. 199—203. — doi:10.1002/andp.19073280614.
- Das Mendelejeffsche «kubische» periodische System der Elemente und die Einordnung der Radioelemente in dieses System // Physikalische Zeitschrift. — 1911. — Bd. 12. — S. 490—497.
- The number of possible elements and Mendeléeff's «cubic» periodic system // Nature. — 1911. — Vol. 87. — P. 78. — doi:10.1038/087078b0.
- Die Radioelemente, das periodische System und die Konstitution der Atome // Physikalische Zeitschrift. — 1913. — Bd. 14. — S. 32—41.
- A quantitative relation between the range of the α-particles and the number of charges emitted during disintegration // Philosophical Magazine. — 1913. — Vol. 25. — P. 740—742. — doi:10.1080/14786440508637391.
- Intra-atomic charge // Nature. — 1913. — Vol. 92. — P. 372—373. — doi:10.1038/092372c0.
- Intra-atomic charge and the structure of the atom // Nature. — 1913. — Vol. 92. — P. 476—478. — doi:10.1038/092476b0.
- On nuclear electrons // Philosophical Magazine. — 1914. — Vol. 27. — P. 455—467. — doi:10.1080/14786440308635109.
- Atomic models and regions of intra-atomic electrons // Nature. — 1914. — Vol. 93. — P. 7—8. — doi:10.1038/093007a0.
- The structure of atoms and molecules // Nature. — 1914. — Vol. 93. — P. 241—242. — doi:10.1038/093241b0.
- β- and γ-rays and the structure of the atom (internal-charge numbers) // Nature. — 1914. — Vol. 93. — P. 376—377. — doi:10.1038/093376b0.
- Zu dem «Nachtrag zu dem Aufsatz von Dr. K. Fajans: Die Radioelemente und das periodische System» // Naturwissenschaften. — 1914. — Bd. 2. — S. 717. — doi:10.1007/BF01497232.
- Radio-activity and atomic numbers // Nature. — 1914. — Vol. 93. — P. 480. — doi:10.1038/093480a0.
- Ordinals or atomic numbers? // Philosophical Magazine. — 1914. — Vol. 28. — P. 630—632. — doi:10.1080/14786441008635243.
- Röntgenstrahlung und Ordnungszahlen // Physikalische Zeitschrift. — 1914. — Bd. 15. — S. 894—895.
- Atombau und Atomzerfall // Arbeiten aus den Gebieten der Physik, Mathematik, Chemie: Festschrift Julius Elster und Hans Geitel zum 60. — Braunschweig: F. Vieweg und Sohn, 1915. — S. 428—434.
- A relation between atomic weights and radio-active constants // Nature. — 1916. — Vol. 96. — P. 677. — doi:10.1038/096677a0.
- Über die Isotopen sämtlicher chemischen Elemente // Physikalische Zeitschrift. — 1916. — Bd. 17. — S. 260—262.
- Is proto-oxygen the principal constituent of the atoms? // Nature. — 1916. — Vol. 97. — P. 479. — doi:10.1038/097479b0.
- Eine allgemeine Zwillingsreihe der Atomarten // Physikalische Zeitschrift. — 1916. — Bd. 17. — S. 579—581.
- Zur allgemeinen Isotopie // Physikalische Zeitschrift. — 1920. — Bd. 21. — S. 337—340.
- Das allgemeine System der Isotopen // Physikalische Zeitschrift. — 1921. — Bd. 22. — S. 164—170.
- Zum Problem der Isotopie // Archives Néerlandaises des Sciences Exactes et Naturelles, ser. 3A. — 1929. — Bd. 12. — S. 143—146.